# Antoine Doinel
Antoine Doinel es un personaje cinematográfico de ficción encarnado por el actor Jean-Pierre Léaud.
Fue creado por el director francés François Truffaut. Apareció, por primera vez, en Los 400 golpes y siguió hasta  El amor en fuga. Entre una y otra aparece también en uno de los cortos que componen la película El amor a los veinte años, Besos robados y Domicilio conyugal. A Doinel lo acompaña el personaje de Christine Darbon, su amiga y después novia y esposa. El papel de Christine lo encarnó Claude Jade.
Toda la saga de Antoine Doinel se presenta de manera progresiva. Primero, los pesares y rebeldías del niño malquerido; enseguida, el corto perteneciente a la película El amor a los veinte años, donde Antoine vive un amor platónico con una muchacha llamada Colette. Después, Antoine en pos de trabajo y de novia, cortejando a una chica formal violinista, Christine Darbon (Claude Jade); en tercer lugar, los avatares de la vida matrimonial con Christine, un embarazo y la irrupción de una japonesita de película. Para finalizar, Antoine, al borde del divorcio de Christine-Claude Jade, se reencuentra con la primera novia, lo que le permite relatar la historia de su vida y sus amores.
El ciclo es único en la historia del cine como briografía ficticia del alter ego y crónica de la pareja Antoine y Christine. Hay algunas referencias en "Chansons d'amour" (2007) de Christophe Honoré. 

## Adaptación teatral
La obra "Le roman d'Antoine Doinel" es una adaptación escénica de las cinco películas dirigidas por François Truffaut entre 1959 y 1978 -Les 400 coups, Antoine et Colette, Baisers volés, Domicile conjugal y L'amour en fuite- que narran las aventuras de Antoine Doinel, en cinco edades diferentes y a través de varias épocas distintas. En 2019, el dramaturgo belga Antoine Laubin creó la obra "Le roman d'Antoine Doinel". Partiendo de la separación de Antoine y Christine en la última película del ciclo como trama marco, enlazó todas las películas en una sola obra. Los papeles principales fueron interpretados por Adrien Drumel (Jean-Pierre Léaud/Antoine) y Sarah Lefèvre (Claude Jade/Christine). La obra se estrenó en De Facto de Bruselas en 2019.
Le roman d'Antoine Doinel se basa en parte en la estructura de esta parte, que cierra la 'pentalogía' o ciclo Doinel. De los turnos a las pausas, en un dispositivo al servicio de la carrera incesante del personaje, Antoine Laubin dibuja a su vez un caleidoscopio rítmico y lúdico, fiel a la gramática de las películas y al espíritu de su director. (Sceneweb)     